# Bengt Bandstigen
Bengt Göran Bandstigen, ursprungligen Andersson, född 30 mars 1942, död 4 mars 2024 i Eskilstuna, var en svensk bordtennisspelare och företagsledare.
Bandstigen grundade 1966 Banda och tog 1984 över Stigas bordtennisverksamhet.
Bandstigen växte upp i Borsökna utanför Eskilstuna. Bandstigens bolag Banda hade generalagenturen för Nittaku. Han byggde upp det egna varumärket Banda för bordtennisracketar. Företaget hette under 90-talet och fram till 2006 Sweden Table Tennis, men då även Stigas leksakstillverkning förvärvades 2006 bytte företaget namn till Stiga Sports AB. Stiga Sports ägs till 50 procent av familjen Bandstigen och 50 procent av Escalade Sports. 